# Neden
Albums de Candan Erçetin
Unut Sevme Chante Hier Pour Aujourd'hui
Neden est un album de Candan Erçetin. Dans cet album sorti en 2002, elle a prouvé ses talents en tant qu'auteur, car la plupart des chansons sont composées par elle-même et Aylin Atalay.
La chanson Yüksek yüksek tepelere" a remporté un très grand succès.

## Liste des chansons
1. Hayırsız - 4:31 (Dénaturé)
2. Neden ? - 4:02 (Pourquoi?)
3. Gamsız Hayat - 3:50 (Une vie sans soucis)
4. Parçalandım - 3:57 (Je me suis brisée)
5. Anlatma Sakın - 3:36 (Ne le dis pas)
6. Bensiz - 3:17 (Sans moi)
7. Yapayalnız - 4:13 (Toute seule)
8. Mühim Değil - 4:13 (Ce n'est pas important)
9. Ben Böyleyim - 3:44 (Moi je suis comme ça)
10. Korkarım - 3:17 (J'ai peur)
11. Dünya Hali - 3:37 (La nature du monde)
12. Yüksek Yüksek Tepelere - 4:08 (Aux lointaines collines)
13. Yüksek Yüksek Tepelere (CD Bonus Tra - 4:29

## Vidéo Clips
- Gamsız Hayat
- Parçalandım